# Juan Manrique de Lara

Stemma Manrique de Lara

Juan Manrique de Lara (1507 – 21 giugno 1570) è stato un militare spagnolo, viceré del Regno di Napoli dal 6 giugno al 10 ottobre 1558.

## Biografia
Avendo richiamato in patria per le sue cattive condizioni di salute Fadrique Álvarez de Toledo (viceré di Napoli da oltre due anni), il sovrano Filippo II di Spagna decise di inviare il nuovo reggente nella persona di Juan Manrique de Lara.
Esponente di una nobile famiglia spagnola e di estrazione militare, come gran parte dei suoi predecessori, il nuovo viceré giunse a Napoli nel giugno del 1558, in un periodo in cui il Regno di Napoli era sottoposto in modo continuato alle azioni navali dei turchi che soltanto l'anno precedente avevano devastato la città di Cariati.
Subito dopo il suo arrivo, il 13 giugno una flotta turca imponente (cento galee) assaltò nuovamente la costa, portando l'attacco su Sorrento e Massa Lubrense che furono devastate; numerosi abitanti delle due città furono deportati sull'isola di Procida per essere utilizzati come merce di scambio per un ricatto.
Il nuovo viceré dovette anche fronteggiare i malumori di alcune famiglie nobili immigrati nella capitale del regno che reclamavano pari dignità con i nobili locali per essere ammessi alla partecipazione dell'amministrazione cittadina, con l'allargamento dei seggi cittadini anche a loro rappresentanti.
Le richieste dei nobili furono però disattese da un sostanziale diniego di Filippo II che, per bocca del suo viceré, intese rinviare ogni decisione ad una sua prossima annunciata visita in città.
Nell'ottobre del 1558, dopo pochi mesi dal suo insediamento, Juan Manrique de Lara fu sostituito da un luogotenente generale, Bartolomé de la Cueva de Albuquerque.